# Arbios Mzi
Arbios Mzi, född 6 april 1996, är en svensk fotbollsspelare som spelar för Varbergs GIF.

## Karriär
Mzis moderklubb är Varbergs GIF, som han lämnade för Varbergs BoIS som 10-åring. I mars 2014 flyttades Mzi upp i Varbergs BoIS A-lag, som han skrev på ett tvåårskontrakt för. Under säsongen 2014 och säsongen 2015 gjorde han totalt 9 inhopp i Superettan. Inför säsongen 2016 förlängde han kontraktet med ett år.
I januari 2017 värvades Mzi av division 2-klubben Varbergs GIF. I april 2019 gick han till division 7-klubben Veddige BK. Mzi gjorde tre mål på sex matcher under säsongen 2019. Säsongen 2020 gjorde han fyra mål på tre matcher i Division 6. Inför säsongen 2021 återvände Mzi till Varbergs GIF.